# Trogach
Trogach ist eine Einzelsiedlung der Fraktion Oberrotte in der Gemeinde St. Jakob in Defereggen im Defereggental (Osttirol) und die höchstgelegene Siedlung des Defereggentals.

## Geographie
Trogach liegt am sonnenseitigen Abhang des Weißen Beil rund 210 Meter über der Schwarzach zwischen dem Putschtalbach im Westen und dem Schettgraben im Osten. Benachbarte Ortslagen sind die Einzelsiedlung Maik im Osten, die Rotte Jesach im Südosten und Leiten im Süden. Trogach ist von der Defereggentalstraße erreichbar, wobei die Verbindungsstraße nach Trogach kurz vor dem Gemeindezentrum nach Norden abzweigt und über die Innerrotte sowie die Siedlungen Trojen, Außerberg und Ede nach Maik bzw. weiter nach Trogach führt. Die Einzelsiedlung Trogach besteht nur aus der Hofstelle Pusterer (Oberrotte 4). Diese umfasst zwei Paarhöfe, deren Wohngebäude in einem materiell geteilten Gebäude untergebracht sind (Oberrotte 4a bzw. 4b). Die Hofstelle umfasst zudem zwei Ställe sowie ein Wohnhaus neueren Datums (Oberrotte 97).

## Geschichte
Die Besiedelung von Trogach geht auf die Schwaige (Urhof) Trogach zurück. Die Schwaige war die höchstgelegene Schwaige und freies Eigentum. Der Name Troug bedeutet Hangmulde oder Brunnentrog. Auf dem Gebiet der Trogacher Schwaige wurde die Raut (Neurodung) beim oberen Eigen (Obermaik) angelegt, dessen Besitzer als Obmaiger oder Oppenaiger bezeichnet wurde. Die Raut war eine Drittelschwaige und stand im Eigentum der Herren von Hebenstreitzu Glurnhör und Mauer.
Trogach wird von der Statistik Austria bis 1951 nicht separat ausgewiesen, sondern bei der Oberrotte oder deren anderen Ortsteilen miteingerechnet. 1951 wird der Einzelhof Trogach erstmals mit einem Gebäude und acht Einwohnern von der Statistik Austria in den Ortsverzeichnissen genannt. 1961 lebten in Trogach 12 Menschen, 1971 wurden sieben Menschen vermerkt, 1981 neun Bewohner. In all diesen Jahren war Trogach lediglich ein Einzelhof und keine Einzelsiedlung.

## Bauwerke
Das Tiroler Kunstkataster weist für Trogach acht Einträge auf, zwei für das materielle geteilte Wohnhaus, zwei für die Wirtschaftsgebäude sowie je einen Eintrag für das Brunnenhaus, die Selche, einen Bildstock und ein Wegkreuz. Das Wohnhaus stammt im Kern vermutlich aus dem 16. Jahrhundert und wurde mehrmals umgebaut sowie in den Jahren 2010 und 2011 umfassen substanzgerecht saniert. Es handelt sich um ein zweigeschoßiges Gebäude in Blockbauweise über talseitig unterkellertem Mauerfundament und schindelgedecktem Blockpfettendach. Die an der Firstlinie getrennten Wohneinheiten sind durch einen giebelseitigen Seitenflurgrundriss erschlossen, besitzen eine Freitreppe sowie Obergeschoßsöller. Die beiden Wirtschaftsgebäude der Hofstelle stammen aus der zweiten Hälfte des 20. Jahrhunderts, ebenso Brunnenhaus und Selchkammer. Das Wegkreuz Pusterer wurde im 19. Jahrhundert nach 1859 aufgestellt. Es handelt sich um ein Kreuz im geschlossenen Bretterkasten mit Corpus im Dreinageltypus. Der ebenfalls zum Bauernhof gehörende Josefsbildstock wurde inschriftlich 1933 errichtet. Es handelt sich um einen gemauerten Nischenbildstock mit Satteldach, Rundbogenöffnung und zweiflügeligem Eisengitter.